# Герберт Ярдлі
Герберт Ярдлі (англ. Herbert Osborne Yardley; 13 квітня 1889, Вортінгтон — 7 серпня 1958, Вашингтон) — американський криптограф.

## Життєпис
Народився в Вортингтоні, Індіана, в сім'ї залізничного телеграфіста. Мати його померла, коли Герберту було 13 років. У школі Ярдлі виділявся серед однолітків своєю активністю: він був старостою класу, редактором шкільної газети й капітаном футбольної команди. Бувши посереднім учнем, Ярдлі мав явну схильність до математичних дисциплін. Починаючи з 16-річного віку його можна було часто зустріти в місцевих гральних салонах біля покерних столиків за вивченням картярської гри, яка пізніше стала головною пристрастю в житті Ярдлі. Після закінчення середньої школи, в 1907 році, Герберт вступив до Чиказького університету, але кинув навчання через рік і повернувся у Вортінгтон, де працював телеграфістом на залізниці. 1912 року склав іспит і отримав посаду клерка державної служби шифрувального відділу в Державному департаменті США. Під час Першої світової війни служив офіцером-шифрувальником в Американських експедиційних силах у Франції.
Від своїх колег він чув фантастичні розповіді про криптоаналітиків, які могли проникати в найпотаємніші державні таємниці. І коли одного разу ввечері президентові Вільсону було передано повідомлення з 500 слів від його радника Гауза, Ярдлі, з притаманною йому зухвалістю, вирішив спробувати розкрити код листування. Повідомлення було розшифроване за кілька годин.
Досягнутий успіх ще більше підвищив інтерес Ярдлі до криптоаналізу, і він написав 100-сторінкову записку з приводу відкриття американських дипломатичних кодів. Глибоко поглинений проблемою можливого розкриття чергового шифру, він першим поставив діагноз явищу, яке відтоді відоме серед американських криптоаналітиків як «симптом Ярдлі»: «Прокидаючись, я відразу починаю про це думати. Засинаючи, я все одно продовжую думати про це».
Ярдлі звернув увагу на слабкість шифрів, які використовує американський уряд. Він був вражений, дізнавшись, що президент Вудро Вільсон користується кодом, який використовується упродовж понад десяти років. Участь у війні дала Ярдлі можливість переконати «батька американської військової розвідки» майора Ральфа ван Демана у необхідності створити підрозділ для злому шифрів інших країн.

### Мі-8
У червні 1917 року Ярдлі Герберт у званні другого лейтенанта очолив спеціально створений Восьмий відділ військової розвідки США (МІ-8). Одним з перших досягнень Восьмого відділу було викриття німецького шпигуна Лотара Вітцке після того, як він був заарештований на кордоні з Мексикою в 1918 році з шифрованою депешею, зашитою в одязі. За час війни Ярдлі зарекомендував себе як досвідчений адміністратор і після війни керівництво міністерства оборони та Державний департамент вирішили спільно фінансувати Мі-8, а Ярдлі й далі був головою «Шифрувального бюро», штаб-квартира якого містилася в Нью-Йорку.
Ярдлі і його співробітникам вдалося зламати код, яким користувалися японські дипломати, що дозволило розшифровувати японське дипломатичне листування під час Вашингтонській конференції 1921—1922 років. Інформація Шифрувального бюро дозволила американській делегації добитися абсолютного мінімуму допустимого розміру японського військового флоту (японська сторона погодилася на співвідношення розмірів американського та японського флотів 5:3 замість запропонованого ними співвідношення 10:7). Це дозволило Японії мати замість 21 тільки 18 лінкорів проти 30 у США і 30 у Великій Британії. Це був пік кар'єри Ярдлі.
У 1920-ті роки, оскільки Ярдлі проводив більшу частину часу в Нью-Йорку, він не міг активно взаємодіяти з урядом США, розташованим у Вашингтоні. Крім того, вибухнув скандал, коли Генрі Стімсон, держсекретар при президенті Р.Гувера, дізнавшись про Шифрувальне бюро, прийшов в лють і припинив його фінансування, заявивши: «Джентльмени не читають листування один одного».
MI-8 був закритий 31 жовтня 1929 року, через два дні після біржового краху.

## Публікації Герберта Ярдлі
Герберт Ярдлі, щоб підтримати свою сім'ю, випустив свої мемуари — «The American Black Chamber» («Американський „Чорний кабінет“»), опубліковані видавництвом Bobbs-Merrill в 1931 році. У книзі викладена історія американської радіотехнічної розвідки й діяльності МІ-8 під час Першої світової війни і американського «Чорного кабінету» в 1920-х та проілюстровано основні принципи радіорозвідки. Ця книга одразу ж стала популярною. Критики дійшли висновку, що це був «найсенсаційніший внесок у таємну історію війни, а також повоєнного періоду, який досі не написаний американцем». У США відразу ж було продано 17 931 екземпляр книги, 5480 — у Великій Британії, вона була перекладена на французьку, шведську, японську і китайську мови. Японське видання вийшло безпрецедентним тиражем 33 119 примірників.
Ця книга була неприємним сюрпризом для уряду США і скомпрометувала ряд джерел, використаних Ярдлі. Завдяки цій роботі, за оцінками, 19 країн були попереджені, що їх коди були зламані. «Батько американської криптографії» У. Фрідман, прочитавши книгу, прийшов в лють, оскільки вважав, що Ярдлі розкрив джерела й методи роботи шифрувальників та непомірно прикрасив свої заслуги. Ярдлі, можливо, вважав, що публікація цієї книги змусить уряд відновити програми радіорозвідки, але домігся прямо протилежного ефекту. Уряд США намагався розпочати судове переслідування Ярдлі, але він формально не порушив чинне законодавство стосовно захисту урядових документів. 1933 року були внесені поправки в Закон про шпигунство 1917, згідно з якими було заборонено розкриття іноземних шифрів і шифрованих повідомлень. Друга книга Ярдлі, «Японські дипломатичні коди, 1921—1922», була заарештована і ніколи не публікувалася. Рукопис був розсекречений в 1979 році.
У 1935 році кінокомпанія Metro-Goldwyn-Mayer випустила «Rendezvous», фантастичний фільм режисера Вільяма Говарда «за мотивами книги Герберта О. Ярдлі», в головних ролях знялися Вільям Павелл і Розалінд Рассел. Сюжет фільму розповідає про викрадення німецькими шпигунами шифрів уряду США під час Першої світової війни, а також злому німецьких кодів армією США.
Ярдлі деякий час працював криптографом в Канаді (але після тиску з боку США на уряд Канади ця робота була згорнута) і в Китаї під час Другої світової війни, де допоміг гоміньданівцям у зломі японських кодів, але ніколи більше не працював на уряд США через втрату довіри до нього.
У повоєнні роки Ярдлі опублікував три шпигунських детективи (The Blonde Countess, Red Sun of Nippon, and Crows Are Black Everywhere), а також був технічним консультантом декількох фільмів, у тому числі «Rendezvous». Його книга 1957 «Навчання гравця в покер» (Education of a Poker Player), користувалася великою популярністю. Ще одна його книга мемуарів — «Китайський „Чорний кабінет“» (The Chinese Black Chamber) була розсекречена і опублікована лише в 1983.

## Останні роки життя
У 1938 році після невдалої спроби зайнятися торгівлею нерухомістю, Ярдлі поступив на службу до китайського диктатора Чан Кайші з окладом приблизно 10 тисяч доларів в рік, щоб займатися дешифруванням японських криптограм. 1940 року Ярдлі повернувся з Китаю, щоб вирушити до Канади. Там він організував дешифрувальне бюро. З Канади Ярдлі невдовзі вислали назад в США, де в 1958 року він помер від серцевого нападу.
У некрологах Ярдлі присвоїли титул «батька американського криптоаналізу», що зайвий раз продемонструвало те глибоке враження, яке книга Ярдлі справила на свідомість його співгромадян. Попри всі її недоліки, вона міцно заволоділа уявою широкої публіки і пробудила інтерес до дешифрування в багатьох талановитих людей. Їхні свіжі ідеї збагатили американський криптоаналіз, і безсумнівна заслуга в цьому належить саме Ярдлі.
Його ім'я увічнено в Залі слави військової розвідки США і Залі Слави Агентства національної безпеки. В бібліотеці Національного музею криптографії зберігається 16 ящиків особистих документів Ярдлі.